# Paludinella vitrea
Paludinella vitrea é uma espécie de gastrópode  da família Hydrobiidae.
É endémica de Palau.